# John Mitchum
John Newman Mitchum (* 6. September 1919 in Bridgeport, Connecticut; † 29. November 2001 in Los Angeles, Kalifornien) war ein US-amerikanischer Schauspieler.

## Leben
John Mitchum wurde zwei Jahre nach seinem berühmteren Bruder Robert geboren. Der Vater James Thomas Mitchum war Eisenbahner und starb noch vor Johns Geburt bei einem Rangierunfall, weshalb die Brüder einige Jahre auf der Farm eines Onkels in Delaware aufwuchsen. 1930 zogen sie zu ihrer Mutter, die zwischenzeitlich wieder geheiratet hatte, nach New York City. Als sein Bruder Robert die ältere Schwester von Gloria Grahame heiratete, zog er zusammen mit ihnen nach San Diego. Zwischen 1944 und 1946 leistete John seinen Wehrdienst bei der United States Army. Im Jahr darauf hatte er sein Spielfilmdebüt in einer Nebenrolle in Frank Wisbars Western The Prairie. Im Anschluss übernahm er kleinere, im Abspann häufig nicht genannte Rollen in verschiedenen Filmen, darunter viele an der Seite seines Bruders oder unter Regie von Nicholas Ray. Ab Mitte der 1950er Jahre spielte er auch in Fernsehproduktionen, unter anderem Gastrollen in Dezernat M, Rauchende Colts und Twilight Zone.
Im Verlaufe der 1960er-Jahre wurden John Mitchums Rollen langsam größer, allerdings blieb er hauptsächlich Nebendarsteller. In My Fair Lady und Westwärts zieht der Wind trat er auch als Sänger in Erscheinung. 1964 nahm er zusammen mit Dan Blocker das Album Our Land, Our Heritage: Stories of America's Great Songs auf. In den 1970er-Jahren spielte er wiederholt an der Seite von Clint Eastwood, unter anderem in den Western Ein Fremder ohne Namen und Der Texaner sowie in den ersten drei Filmen der Dirty Harry-Reihe in der Rolle des Polizeiinspektors Frank DiGiorgio. In den 1980er-Jahren trat er nur noch sporadisch auf, neben einer Gastrolle in der Serie Quincy spielte er noch in einigen Fernsehfilmen, darunter 1989 in Aufs Kreuz gelegt neben seinem Bruder Robert und dessen Sohn James. Im selben Jahr veröffentlichte er die Biografie Them Ornery Mitchum Boys.
Mitchum war viermal verheiratet. Er starb im November 2001 im Alter von 82 Jahren aufgrund von Komplikationen nach mehreren Schlaganfällen und hatte zwei Töchter und einen Sohn. Sein Sohn starb ebenfalls 2001.

## Filmografie (Auswahl)
Kino
- 1947: The Prairie
- 1949: Vor verschlossenen Türen (Knock on Any Door)
- 1950: So ein Pechvogel (When Willie Comes Marching Home)
- 1950: Ein einsamer Ort (In a Lonely Place)
- 1950: Born to Be Bad
- 1950: Der einsame Champion (Right Cross)
- 1951: Stählerne Schwingen (Flying Leathernecks)
- 1951: U-Kreuzer Tigerhai (Submarine Command)
- 1952: Arena der Cowboys (The Lusty Men)
- 1953: Stalag 17
- 1956: Vom Teufel verführt (The Rawhide Years)
- 1957: Selten so gelacht (Operation Mad Ball)
- 1959: Drauf und dran (The Gunfight at Dodge City)
- 1959: Al Capone
- 1962: Hitler
- 1964: My Fair Lady
- 1965: Das teuflische Spiel (Brainstorm)
- 1966: El Dorado
- 1966: Der Mann, der zweimal lebte (Seconds)
- 1967: Immer wenn er Pillen nahm (Mr. Terrific)
- 1967: Der Weg nach Westen (The Way West)
- 1967: Der Todesschuß (Warning Shot)
- 1968: Bandolero (Bandolero!)
- 1969: Westwärts zieht der Wind (Paint Your Wagon)
- 1970: Machenschaften (WUSA)
- 1970: Big Foot – Das größte Monster aller Zeiten (Bigfoot)
- 1970: Chisum
- 1971: Dirty Harry
- 1973: Calahan (Magnum Force)
- 1973: Ein Fremder ohne Namen (High Plains Drifter)
- 1975: Nevada Pass (Breakheart Pass)
- 1976: Der Texaner (The Outlaw Josey Wales)
- 1976: Der Unerbittliche (The Enforcer)
- 1977: Telefon

Fernsehen
- 1955–1964: Rauchende Colts (Gunsmoke; 7 Folgen)
- 1956/1958: Polizeibericht (Dragnet; 2 Folgen)
- 1957/1958: Dezernat M (M Squad; 2 Folgen)
- 1958: Maverick (Folge The Spanish Dancer)
- 1959–1960: Am Fuß der blauen Berge (Laramie; 3 Folgen)
- 1960: Bronco (Folge Winter Kill)
- 1961–1971: Bonanza (7 Folgen)
- 1961/1964: Twilight Zone (2 Folgen)
- 1963–1970: Die Leute von der Shiloh Ranch (The Virginian; 9 Folgen)
- 1963: Tausend Meilen Staub (Rawhide; Folge Incident of the Rawhiders)
- 1970/1971: Verliebt in eine Hexe (Bewitched; 2 Folgen)
- 1976: Unsere kleine Farm (Little House on the Prairie; Folge The Long Road Home)
- 1983: Quincy (Quincy M.E.; Folge A Loss for Words)
- 1990: A Family for Joe (Fernsehfilm)